# Suite de Baum-Sweet
En mathématiques, et en combinatoire des mots, la suite de Baum-Sweet ou suite de Baum et Sweet est une suite automatique {\displaystyle (b_{n})_{n\geq 0}} composée de {\displaystyle 0} et de {\displaystyle 1} définie par :
{\displaystyle b_{n}=1} si la représentation binaire de {\displaystyle n} ne contient pas de bloc composé d'un nombre impair de {\displaystyle 0};
{\displaystyle b_{n}=0} sinon.
Par exemple, {\displaystyle b_{4}=1} parce que la représentation binaire de 4 est 100 et ne contient qu'un bloc de deux 0; en revanche, {\displaystyle b_{5}=0} parce que la représentation binaire de 5 est 101 et contient un bloc formé d'un seul 0. De même, {\displaystyle b_{76}=1}, parce que la représentation  binaire de 76 est 1001100.
La suite commence en {\displaystyle n=0}; ses premiers termes sont :
1, 1, 0, 1, 1, 0, 0, 1, 0, 1, 0, 0, 1, 0, 0, 1 ... (c'est la suite A086747 de l'OEIS)
La suite est nommée d'après Leonard E. Baum et Melvin M. Sweet qui ont été les premiers à l'étudier en 1976.

## Propriétés

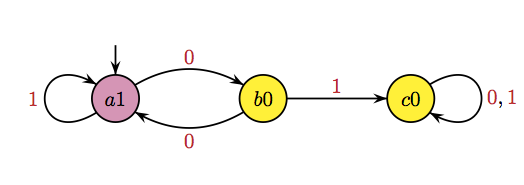
Automate pour la suite de Baum et Sweet.

La suite de Baum et Sweet est 2-automatique. Elle peut donc être engendrée par un automate fini. Dans l'automate ci-contre, un mot commençant par {\displaystyle 1} arrive en l'état {\displaystyle a} si et seulement c'est le développement binaire d'un entier {\displaystyle n} tel que {\displaystyle b_{n}=1}. Le langage reconnu par l'automate a pour expression rationnelle l'expression {\displaystyle (00+1)^{*}}.
Les termes {\displaystyle b_{n}} s'évaluent aussi par récurrence. Posons {\displaystyle n=^{j}m}, où {\displaystyle m} n'est pas divisible par {\displaystyle 4}. Alors on a :
{\displaystyle b_{n}={\begin{cases}0&{\text{si }}m{\text{ est pair}}\\b_{(m-1)/2}&{\text{si }}m{\text{ est impair}}.\end{cases}}}
Cette relation équivaut au calcul du 2-noyau. On a en effet :
{\displaystyle b_{2n+1}=b_{n}}
{\displaystyle b_{4n}=b_{n}}
{\displaystyle b_{4n+2}=0}
Le 2-noyau est donc composé de 3 suites.
Le mot infini de Baum et Sweet 
{\displaystyle 1101|1001|0100|1001|1001|0000|0100|1001\cdots }
est morphique. On itère d'abord le morphisme 2-uniforme :
{\displaystyle {\begin{array}{lcl}a&\mapsto &ab\\b&\mapsto &bc\\c&\mapsto &bd\\d&\mapsto &dd\\\end{array}}}
à partir de a. Ceci donne {\displaystyle a,ab,abcb,abcbbdcb,\ldots } et enfin :
{\displaystyle abcb|bdcb|cbdd|bdcb|bccb|dddd|\cdots }
On applique enfin le morphisme lettre-à-lettre qui envoie {\displaystyle a} et {\displaystyle b} sur {\displaystyle 1}, et {\displaystyle c} et {\displaystyle d} sur {\displaystyle 0}. 
Le mot de Baum et Sweet contient des plages arbitrairement longues de {\displaystyle 0} : ce mot n'est donc pas uniformément récurrent. En revanche, le mot ne contient pas de facteur composé de trois {\displaystyle 1} consécutifs.
La série
{\displaystyle b(X)=\sum _{n=0}^{\infty }b_{n}X^{n}}
s'écrit, avec les relations de récurrence, sous la forme :
{\displaystyle b(X)=\sum _{n=0}^{\infty }b_{n}X^{2n+1}+\sum _{n=0}^{\infty }b_{n}X^{4n}=Xb(X^{2})+b(X^{4})}
donc {\displaystyle Y=b(X)} est solution de l'équation sur {\displaystyle F_{2}}
{\displaystyle Y^{3}+XY+1=0}.